# Delphine Rayne
Delphine Rayne (14 giugno 1978) è un'ex sciatrice alpina francese.

## Biografia
Originaria di Barcelonnette e attiva dal dicembre del 1994, la Rayne esordì in Coppa Europa il 7 febbraio 1996 a Pra Loup in discesa libera (38ª) e in Coppa del Mondo il 17 dicembre 1997 a Val-d'Isère nella medesima specialità, senza completare la prova; nel 1999 conquistò  in supergigante la sua unica vittoria (nonché unico podio) in Coppa Europa, il 15 gennaio a Veysonnaz, e il miglior piazzamento in Coppa del Mondo, il 6 marzo a Sankt Moritz (40ª). Prese per l'ultima volta il via in Coppa del Mondo il 28 dicembre 2001 a Lienz in slalom gigante, senza completare la prova, e si ritirò al termine della stagione 2002-2003; la sua ultima gara fu uno slalom gigante FIS disputato il 30 marzo a La Plagne. Non prese parte a rassegne olimpiche o iridate.

## Palmarès

### Coppa Europa
- Miglior piazzamento in classifica generale: 30ª nel 1999
- 1 podio:
  - 1 vittoria

#### Coppa Europa - vittorie
| Data            | Località  | Paese    | Specialità |
| --------------- | --------- | -------- | ---------- |
| 15 gennaio 1999 | Veysonnaz | Svizzera | SG         |

Legenda:

SG = supergigante